# Georg Friedrich Händel
Georg Friedrich Händel (Halle na Saali, 23. veljače 1685. – London, 14. travnja 1759.), njemačko-engleski barokni skladatelj najpoznatiji po svojim oratorijima i operama. Rođen je kao Georg Friedrich Händel u Halleu, no s dobivanjem engleskoga državljanstva 22. siječnja 1727., poenglezio je svoje ime i postao znan kao George Frideric Handel. Njegovo najpoznatije i najznačajnije djelo je oratorij Mesija koji je nastao prema tekstovima iz Biblije kralja Jakova. Od njegovih instrumentalnih djela najznačajnija su Glazba na vodi i Glazba za kraljevski vatromet. Na njega su utjecali talijanski barokni skladatelj, te najznačajniji engleski barokni skladatelj, Henry Purcell, pa je njegova glazba upravo zbog toga izvršila velik utjecaj na mnoge skladatelj među koje spadaju i Haydn, Mozart i Beethoven.

## Životopis

### Početak u Njemačkoj
Georg Friedrich Händel rođen je 23. veljače 1685. u mjestu Halle na Saali kao sin Georga i Dorothee Händel (prije Taust). Iste te godine rođeni su i Johann Sebastian Bach i Domenico Scarlatti. Händel je talent za glazbu pokazao vrlo rano, te je već sa sedam godina svirao na čembalu i orguljama, a s devet godina je počeo i skladati. No, njegov otac, ugledni liječnik u Halleu koji je služio na dvorovima po Saskoj i Brandenburgu, nije želio da mu se sin bavi glazbom već je želio da studira pravo. No, u suprotnosti s ocem, Händelova majka Dorothea poticala je njegov glazbeni talent.
No unatoč svemu, mladi Händel je imao dozvolu za učenje sviranja i kompozicije kod Friedricha Wilhelma Zachaua, orguljaša u Crkvi Liebfrauen u Halleu. Njegova teta, Anna, sala mu je spinet za sedmi rođendan, a Händel ga je stavio na tavan tako da ga je mogao svirati kad kod njegovog oca ne bi bilo u blizini.
Godine 1702., Händel je ispunio očevu želju i upisao je pravo na Sveučilištu u Halleu, no nakon smrti njegovog oca 1703., Händel je napustio studij i počeo se baviti glazbom postavši orguljaš u jednoj protestantskoj crkvi. Tijekom njegovog boravka u Halleu, njegov suvremenik Johann Sebastian Bach je propješačio 25 milja kako bi se susreo s Händelom, a kada je stigao saznao je da je Händel napustio Halle kočijom nekoliko sati prije Bachova dolaska. Sljedeće godine seli se u Hamburg gdje postaje violinist i čembalist u jednoj opernoj kući. Tu se upoznao s Johannom Matthesonom, Christophom Graupnerom i Reinhardom Keiserom. Postoji jedna zanimljiva anegdota vezana uz Händela i Matthesona. Tijekom Händelova posjeta Hamburgu izvodila se Matthesonova opera Kleopatra, a Mattheson, koji je pjevao u operi, zamolio je Händela da svira čembalo u orkestru, no kada se Mattheson vratio s pozornice i završio svoj pjevači dio želio je sam svirati čembalo, ali mu Händel nije želio dati. Dvojica skladatelja su se sukobila u prostoru za orkestar, no prekinuli su i izašli na ulicu. Tu su se odlučili na dvoboj kojeg su gledali znatiželjni prolaznici. Dvoboj bi možda završio kobno da nije bilo Händelove odjeće. Kada je Mattheson krenuo mačem na Händela uboo ga je u metalno dugme na odijelu i tako je razbio svoj vlastiti mač te je dvoboj završio bez posljedica. Njih dvojica su se nakon tog događaja pomirili i postali bolji prijatelji nego što su bili. Tu je napisao i svoje prve dvije opere, Almira i Neron, koje su izvedene 1705. godine. Ubrzo je napisao još dvije opere, Dafne i Florindo, koje su izvedene 1708. godine.

### Italija
U periodu od 1706. do 1709. Händel je boravio u Italiji gdje ga je pozvao Gian Gastone de' Medici. Tu je Händel upoznao Gastoneovog brata Ferdinanda, također skladatelja. Kako je tadašnji papa zabranio operu, Händel je posao našao u skladanju sakralne glazbe. Najpoznatije djelo iz ovog perioda je Dixit Dominus (1707.). Napisao je i mnogo kantata u opernom stilu koje su se izvodile na dvoru karidnala Pietra Ottobonija. Njegova opera Rodrigo praizvedena je 1707. u Firenci, a njegova opera Agripina praizvedena je 1709. u Veneciji. Agripina, koja je izvedena čak 27 puta, pokazala je njegovu skladateljsku zrelost i postavila je temelje za njegovu reputaciju vrsnog opernog skladatelja. Njegova dva oratorija, La Resurrezione i Trijumf vremena su praizvedena u Rimu. Prvi je praizveden 1709., a drugi 1710.

### Vrhunac - Ujedinjeno Kraljevstvo
Händel 1710. postaje Kappellmeister Đure, kneza izbornika Hanovera, koji će kasnije postati Đuro I., kralj Velike Britanije i Irske. Godine 1710., tijekom svog puta u London, posjetio je Annu Mariu Luisu de' Medici. U Londonu se skrasio 1712. te je dobivao godišnju plaću od £200 od kraljice Ane. Tijekom svog boravka u Londonu, jedan od najvažnijih patrona bio mu je mladi Richard Boyle, 3. grof Burlington, koji je vrlo rano razvio ljubav za njegovu glazbu.
Godine 1723. Händel se seli u novoizgrađenu kući na adresu Brook Street 25. Taj stan je iznajmljivao sve do svoje smrti 1759. Ta kuća danas je muzej otvoren za javnost u kojem se često mogu čuti i izvedbe barokne glazbe. Händel je baš u ovom stanu skladao neka od svojih najpoznatijih djela: Mesija, Prorok Zadok i Glazba za kraljevski vatromet.
Godine 1726. praizvedena je njegova opera Scipion, a marš iz te opere postao je tradicionalni spori marš jedne britanske zaštitne jedinice. Sljedeće godine Händel je dobio i britanski državljanstvo te je postao naturalizirani Britanac, a u skladu s tim promijenio je svoje ime u George Frideric Handel.
Te iste godine Händel je dobio narudžbu za četiri himne koje bi se izvele tijekom krunidbe kralja Đure II. Jedna od te četiri, Prorok Zadok, izvodi se od tada na svakoj krunidbi engleskih vladara. Händel je od 1720. do 1728. bio predsjednik Kraljevske glazbene akademije, a od 1729. do 1734. bio je suradnik J.J. Heideggera na mjestu predsjednika Kraljevskog teatra. Händel je bio povezan i s Kraljevskom opernom kućom u Covent Gardenu, gdje su praizvedene mnoge njegove talijanske opere.
U travnju 1737., s 52 godine, Händel je doživio moždani udar koji je njegovu desnu ruku privremeno paralizirao što je uzrokovalo da prestane nastupati tijekom jednog perioda. Tijekom ovog perioda se žalio i na svoj vid. Tada je otputovao u mjesto Aix-la-Chapelle gdje se kupao u toplim kupkama i svirao orgulje za publiku. Händel se 1740. u potpunosti odrekao vođenja opera. To je napravio jer je u tom poslu izgubio veću količinu novca.

### Oporavak od moždanog udara i smrt
Nakon oporavka Händel se fokusirao na skladanju oratorija. Njegov Mesija praizveden je 13. travnja 1742. u Dublinu, a zbor koji je pjevao sačinjavalo je 26 dječaka i 5 muškaraca iz dva crkvena zbora u Dublinu. Godine 1749. skladao je Glazbu za kraljevski vatromet, a na praizvedbi je bilo 12,000 ljudi. No, sljedećeg dana preminulo je troje ljudi, uključujući i jednog trubača.
Händel je 1750. organizirao izvedbu Mesije u bolnici Foundling. Izvedba je bila veliki uspjeh, a to je uzrokovalo da se svake godine u toj bolnici održavaju izvedbe Händelovih djela. Ta je tradicija trajala sve do Händelove smrti. Kao znak zahvale, Händel je postavljen za voditelja bolnice samo dan nakon prve izvedbe. Händel je nakon svoje smrti toj instituciji ostavio kopiju Mesije.
Iste te godine, tijekom povratka u London (iz Njemačke), Händel se ozbiljno ozlijedio u prometnoj nesreći između Haaga i Haarlema u Nizozemskoj. Već 1751. počeo je gubiti vid u jednom oku. Uzrok tome bio je nepoznat. Ubrzo nakon prvog, sljepoća se proširila na drugo oko. Umro je osam godina kasnije, 14. travnja 1759. u Londonu, a posljednja izvedba kojoj je prisustvovao bila je izvedba njegovog Mesije. Na njegov sprovod došlo je više od 3,000 ljudi, a pokopan je uz sve društvene počasti. Grobnica mu se danas nalazi u Pjesničkom kutku Westminsterske opatije.
Händel se nikad nije ženio, a svoj privatni život držao je u tajnosti. Za razliku od mnogih skladatelja Händel je za sobom ostavio veliko imanje, u vrijednosti od £20,000 (što je tada bila enormna svota), od kojeg je veći dio otišao njegovoj nećakinji u Njemačkoj, a ostatak je podijeljen među ostalom rodbinom, slugama i prijateljima.

## Djela
Među Händelov opus spadaju 42 opere, 29 oratorija, preko 120 kantata, tria i dueta, mnogobrojne arije, komorna glazba, velik broj ekumenskih djela, ode i serenate, te 16 koncerata za orgulje. Njegovo najpoznatije djelo, oratorij Mesija, zajedno sa zborom Aleluja, danas predstavlja jedno od najpopularnijih vokalno-instrumentalnih djela i jedno od najizvođenijih djela tijekom Božića. Još neka popularna djela su mu concerti grossi opus 3 i opus 6, skladba "Kukavica i slavuj", te 16 suita za instrumente s tipkama od kojih je najpopularnija "Harmonični kovač".
Händel je u svoja djela počeo uvoditi instrumente koji tada nisu bili česti: viola d'amore i violetta marina ("Orlando"),  lutnja ("Oda danu svete Cecilije"), trombon ("Šaul"), klarinet i kornet ("Tamerlan"), tiorba, francuski rog ("Glazba na vodi"), kontrafagot, viola da gamba, zvona, orgulje i harfa ("Julije Cezar", "Aleksandrova gozba").
Händelova djela su kategorizirana i mogu se zapisati i kraticama HWV. Recimo, Mesija je zna i kao HWV 56.

## Ostavština
Nakon njegove smrti, Händelove talijanske opere pale su u zaborav, no jedan malo broj odlomaka iz tih opera ostao je popularan, kao arija "Ombra mai fu" iz Kserksa. Njegova reputacija tijekom XIX. i početka XX. stoljeća izgrađena je primarno na njegovim engleskim oratorijima koji su najčešće izvođeni od strane velikih zborova. Među te oratorije spadaju Ester (1718.), Atalia (1733.), Šaul (1739.), Izrael u Egiptu (1739.), Mesija (1742.), Samson (1743.), Juda Makbejac (1747.), Solomon (1748.) i Jefta (1752.). Njegovi najbolji oratoriji nastali su prema libretu koji je napisao Charles Jennens.
Tijekom 1960-ih, kada se ponovo razvio interes za baroknu glazbu, došlo je do oživljavanja zanimanja za Händelove talijanske opere, a neke od njih su čak i izvedene. Od 50 što ih je napisao u periodu od 1705. do 1738., Agripina (1709.), Rinaldo (1711., 1731.), Orlando (1733.), Alcina (1735.), Ariodanta (1735.) i Kserkso (1738.) se ističu i danas se izvode diljem opernih kuća i koncertnih dvorana. No, po nekima su najbolje Julije Cezar (1724.) i Rodelinda (1725.), koje su zbog svoje orkestracije i vokalnih dijelova uvrštene u redovite operne repertoare.
Među ostalim oživljenim djelima spadaju i neke sekularne kantate koje su znane i kao sekularni oratoriji i koncertne opere. Najznačajnije od ovih su Oda danu svete Cecilije (1739.; prema tekstu koji je napisao John Dryden) i Oda za rođendan kraljice Ane (1713.). Za neke kantate je koristio mitološke motive. Prema tim motivima su nastale kantate Akid i Galateja (1719.), Herkules (1745.) i Semele (1744.).
Händel je bio jako cijenjen među kolegama skladateljima, i tijekom života i nakon njega. Prema nekima, slavni Johann Sebastian Bach je rekao:
Wolfgang Amadeus Mozart je o Händelu rekao:
Ludwig van Beethoven ga je smatrao "majstorom svih skladatelja"'. Beethoven je dodao i sljedeće:
Dana 28. srpnja, Händel je, zajedno s Johannom Sebastianom Bachom i Heinrichom Schützom, komemoriran kao glazbenik u luteranskom kalendaru svetaca.
Händel je nakon dobivanja britanskog državljanstva anglikanizirao ime i postao George Frideric Handel. Ta anglikanizirana forma koristi se ponajviše u engleskom govornom području, dok se germanska forma Georg Friedrich Händel koristi u Njemačkoj i u većini drugih zemalja, no u Francuskoj se njegovo prezime piše Haendel što uzrokuje male probleme pri katalogizaciji. Postojao je i još jedan skladatelj sa sličnim prezimenom, Handl, Slovenac, no on je ipak poznatiji kao Jakob Petelin Gallus.

## Primjeri
Mesija - Slava Božjaⓘ

Mesija - For unto us a Child is Bornⓘ

Mesija - Alelujaⓘ

Suita I, br. 2, HWV 427 - 1. stavak - Adagioⓘ

Suita I, br. 2, HWV 427 - 2. stavak - Allegroⓘ

Suita I, br. 2, HWV 427 - 3. stavak - Adagioⓘ

Suita I, br. 2, HWV 427 - 4. stavak - Allegroⓘ

Sonata u e-molu - 3. stavak - Adagioⓘ

Sonata u e-molu - 4. stavak - Allegroⓘ

Fantazije 8, 12 i Carillonⓘ

Ulazak kraljice Šebeⓘ

Sonata Fitzwilliam br. 1ⓘ

Sonata Fitzwilliam br. 2ⓘ

Sonata Fitzwilliam br. 3ⓘ

## Vanjske poveznice
- Dentova biografija
- Chrysanderova biografija (njem.)